# Bassin de la Pyramide
Le bassin de la Pyramide est un bassin des jardins de Versailles.

## Localisation
Le bassin de la Pyramide se trouve au croisement de l'allée de Cérès-et-de-Flore et de l'allée d'Eau, au Nord-Est du parc.

## Composition
Ce bassin, situé au sommet de l'Allée d'Eau, est censé incarner l'aboutissement de la quête apollinienne. En effet, après avoir tué le serpent Python, Apollon remonte sous les acclamations des enfants et autres groupes de l'Allée d'Eau, pour parvenir à la Pyramide, symbole de la connaissance, qui représente le temple de Delphes où se trouve la célèbre Pythie. Cette quête se terminait initialement à la grotte de Téthys où le dieu se reposait et se délaissait entre les mains des nymphes.
Creusé en 1668, le bassin adopte une forme circulaire en 1683. La pyramide en plomb est formée de quatre étages, le tout appuyé sur de puissantes pattes de lion. Au niveau inférieur, des tritons adultes semblent se courir après. Puis, la seconde vasque est soutenue à bout de bras par des tritons enfants et des dauphins et des écrevisses portent les derniers plateaux. Enfin, au sommet se trouve un vase à têtes de satyres où se trouve le jet d'eau.